# Chatom
Chatom is een plaats (town) in de Amerikaanse staat Alabama, en valt bestuurlijk gezien onder Washington County.

## Demografie
Bij de volkstelling in 2000 werd het aantal inwoners vastgesteld op 1193.
In 2006 is het aantal inwoners door het United States Census Bureau geschat op 1175, een daling van 18 (-1,5%).

## Geografie
Volgens het United States Census Bureau beslaat de plaats een oppervlakte van
28,2 km², geheel bestaande uit land. Chatom ligt op ongeveer 77 m boven zeeniveau.

## Plaatsen in de nabije omgeving
De onderstaande figuur toont de plaatsen in een straal van 40 km rond Chatom.